# Juncus scirpoides
Juncus scirpoides là một loài thực vật có hoa trong họ Juncaceae. Loài này được Lam. mô tả khoa học đầu tiên năm 1789.

## Hình ảnh

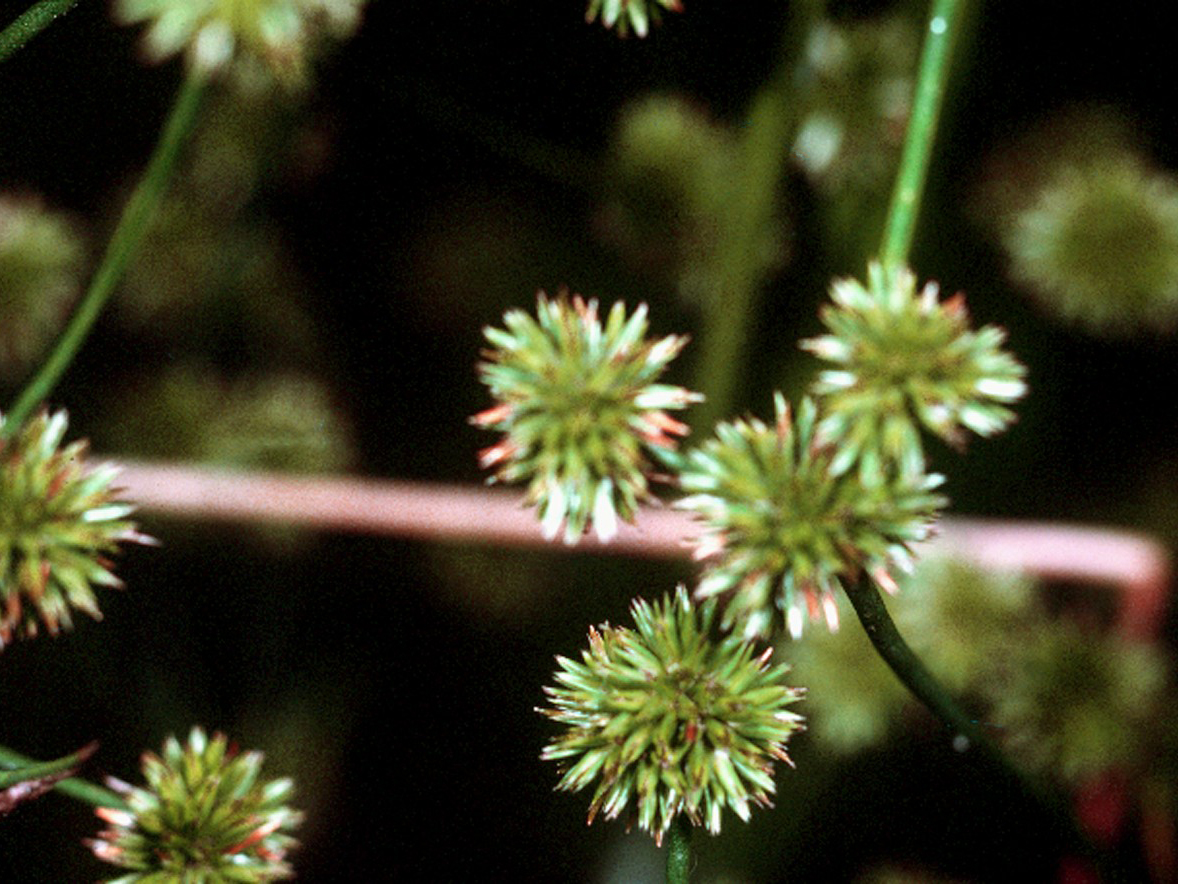